# Magistério Mutu-ya-Kevela
O Magistério Mutu-ya-Kevela (MMK) é uma instituição de ensino angolana, sediada na cidade de Luanda. Oferta ensino médio-técnico e superior.
Tendo sido fundada no início do século XX, é uma das mais antigas instituições de ensino do país. Grande parte da elite intelectual do pais passou por esta instituição.
Mutu-ya-Kevela, que empresta o seu nome à escola, foi um líder militar bailundo que promoveu a maior revolta nativista do continente africano contra o poder colonial antes da Primeira Guerra Mundial.

## Histórico
A tradição académica da Escola Mutu-ya-Kevela geralmente aceite que, a 25 de abril de 1890, cerca de trinta jovens da capital angolana, resolveram numa assembleia na casa de Caetano Vieira Dias enviar um requerimento solicitando ao então governador de Angola a possibilidade da criação de um "Liceu Nacional" em Luanda. O requerimento foi entregue, porém a resposta nunca foi dada. Estava, no entanto, dada a partida para a luta pela implantação desta escola, que tornar-se-ia um marco na história educacional de Angola.

### Fundação
Então, a 22 de fevereiro de 1919, a portaria n.º 51 do Governo-Geral de Angola, assinada pelo governador-geral Filomeno da Câmara de Melo Cabral, criou o Liceu Central de Luanda.
A 13 de dezembro de 1923, o ministro das Colónias, Mariano Martins, equipara o Liceu Central de Luanda ao regime jurídico dos liceus da metrópole, por meio da lei n.º 1.511, passando a ser oficialmente denominado de Liceu Nacional Salvador Correia.
A 17 de julho de 1937, foi adquirido um terreno e uma casa nele construída, situado na Avenida Brito Godins em Luanda, para aí ser edificado o futuro Liceu. O projeto foi elaborado pelo arquiteto José Costa e Silva. As obras começaram a 15 de novembro de 1938 e a inauguração da nova sede ocorreu a 5 de julho de 1942.

### Pós-independência
Após a independência, o governo de Angola mudou o nome da instituição, em 1975, para Escola Mutu-ya-Kevela (EMK), em honra ao nome de Mutu-ya-Kevela, grande líder militar do Reino Bailundo.
Em 2008, em função do estado de degradação em que se encontrava o edifício, a EMK foi desativada temporariamente, sendo que os seus alunos foram transferidos para várias escolas de Luanda, sendo elas: Escola Primeiro de Maio, Escola Ngola Kanine, Escola Nzinga Mbandi e Escola Ngola Kiluange.
Em fevereiro de 2018 o Centro Pré-Universitário (PUNIV) foi fundido com a EMK para dar origem ao Magistério Mutu-ya-Kevela (MMK), e; em abril de 2018, as aulas foram retomadas na nova Mutu-ya-Kevela, ganhando a atribuição de formação de professores para o pré-escolar, ensino primário e I ciclo do ensino secundário.

## Pessoas notáveis
Pelas salas de aula da MMK passaram alunos como Agostinho Neto, o primeiro presidente de Angola, e José Eduardo dos Santos, o mais longevo chefe de Estado do país, entre milhares de angolanos e portugueses que ali fizeram os seus estudos ao longo de várias décadas.

## Arquitetura
O Edifício Liceu Nacional Salvador Correia, sede do Magistério Mutu-ya-Kevela, considerado como a expressão máxima do poder do Estado Novo na época de sua construção, foi classificado como monumento nacional pelo despacho n.º 47, de 8 de julho de 1992.